# Tayap
Tayap es una pequeña localidad situada en la Región del Centro del Camerún, entre Yaundé, la capital del país (86 km), y Douala (164 km), y depende de la provincia de Nyong-et-Kellé y del distrito de Ngog-Mapubi.
Situada en la zona noroccidental de la selva de la Cuenca del Congo, la segunda masa forestal tropical del mundo, después de la selva amazónica, Tayap sufre los daños provocados por la deforestación en el Camerún, que se debe a diferentes factores como el aumento de la tasa de crecimiento de la población, el desarrollo de la explotación forestal, la recogida de leña y la práctica de los cultivos de roza y quema.
Desde el año 2011, Tayap está inmersa en la ejecución de un programa experimental de agroecología y ecoturismo que tiene por objeto proteger la biodiversidad de sus tierras y poner en marcha actividades generadoras de ingresos para sus habitantes.

## Geografía

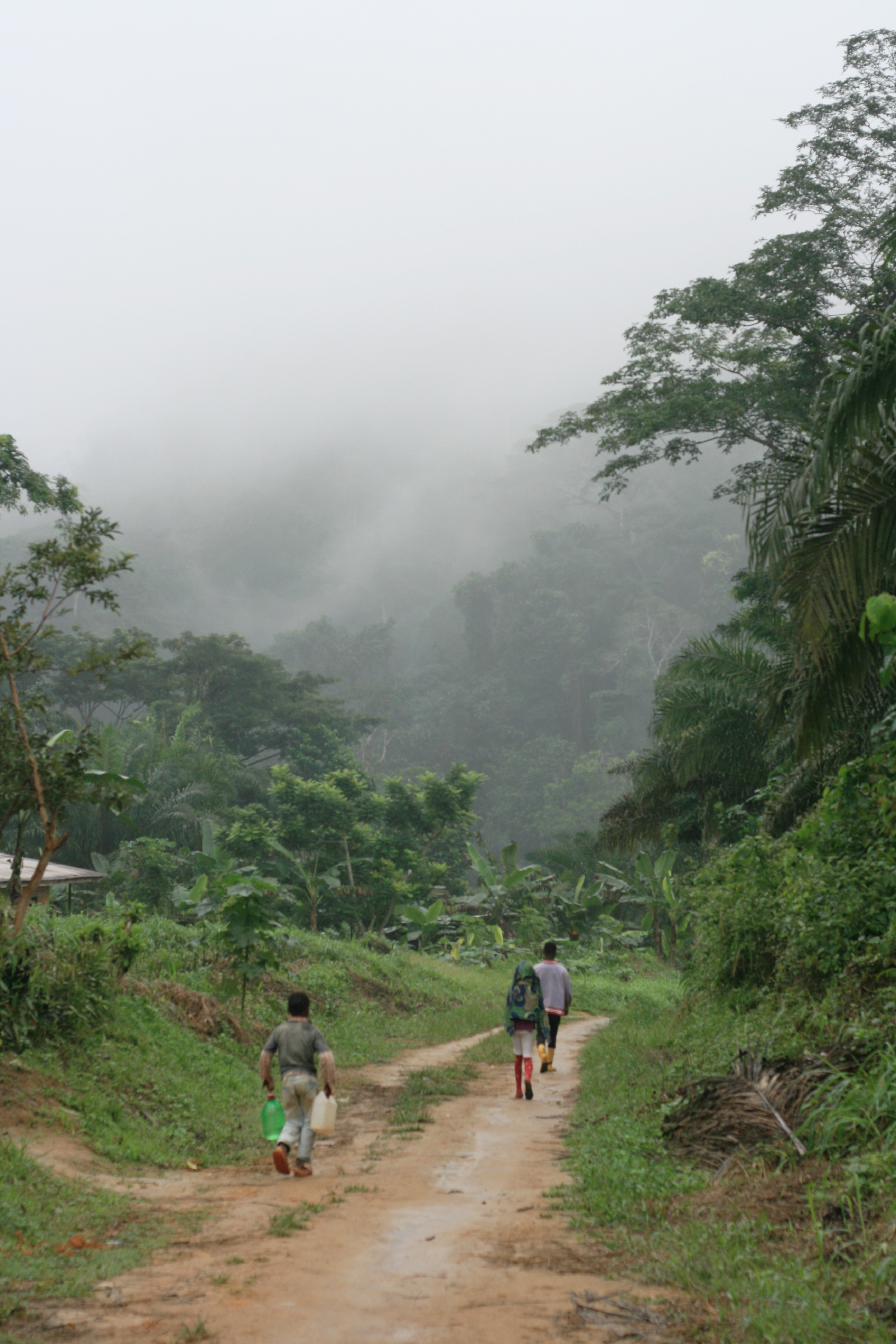
Pista rural

### Localización
Tayap se encuentra a 3°49°2.067’’N y a 10°54'5.106’’E. Limita con las localidades de Omog y Mamb por el norte, con Mamb Kelle y Song Mpeck por el oeste, con Lamal Pougue por el este y con Nlep be y Ngong por el sur.
La localidad de Tayap está situada a 86 km de Yaundé (a 12 km de Boumnyebel por la carretera nacional núm. 3 de Douala a Yaundé) y se extiende a lo largo de un sendero de diez kilómetros que desemboca en la autovía que conecta Douala y Yaundé. Tayap está conectada a la carretera nacional núm. 3 de Douala a Yaundé por una pista cuyo estado de conservación no es muy bueno, lo que dificulta los desplazamientos en la estación lluviosa. La entrada de Tayap se encuentra a la altura de la localidad de Omog en la carretera nacional 3 que conecta Douala y Yaundé. El pueblo de Tayap está situado a una distancia de 6 kilómetros de Omog.

### Clima
Tayap goza de un clima húmedo de tipo ecuatorial con cuatro estaciones: dos secas y dos lluviosas. La gran estación de las lluvias tiene lugar entre agosto y octubre, y la pequeña estación de las lluvias entre marzo y mayo. La gran estación seca tiene lugar entre noviembre y febrero y la pequeña estación seca en los meses de junio y julio. La estación meteorológica más cercana es la de Eséka, situada aproximadamente a 20 km al suroeste de Tayap. La temperatura media anual es de 25 °C y la pluviometría varía entre 1.500 y 2.500 mm de lluvia anuales.

### Geología y espeleología
Tayap se encuentra a una altitud media en torno a los 350 metros y su paisaje se caracteriza por colinas de abruptas vertientes. Tayap posee un subsuelo rico en rocas silíceas (cuarcita) y en rocas magmáticas como las piroxenitas y los micaesquistos.

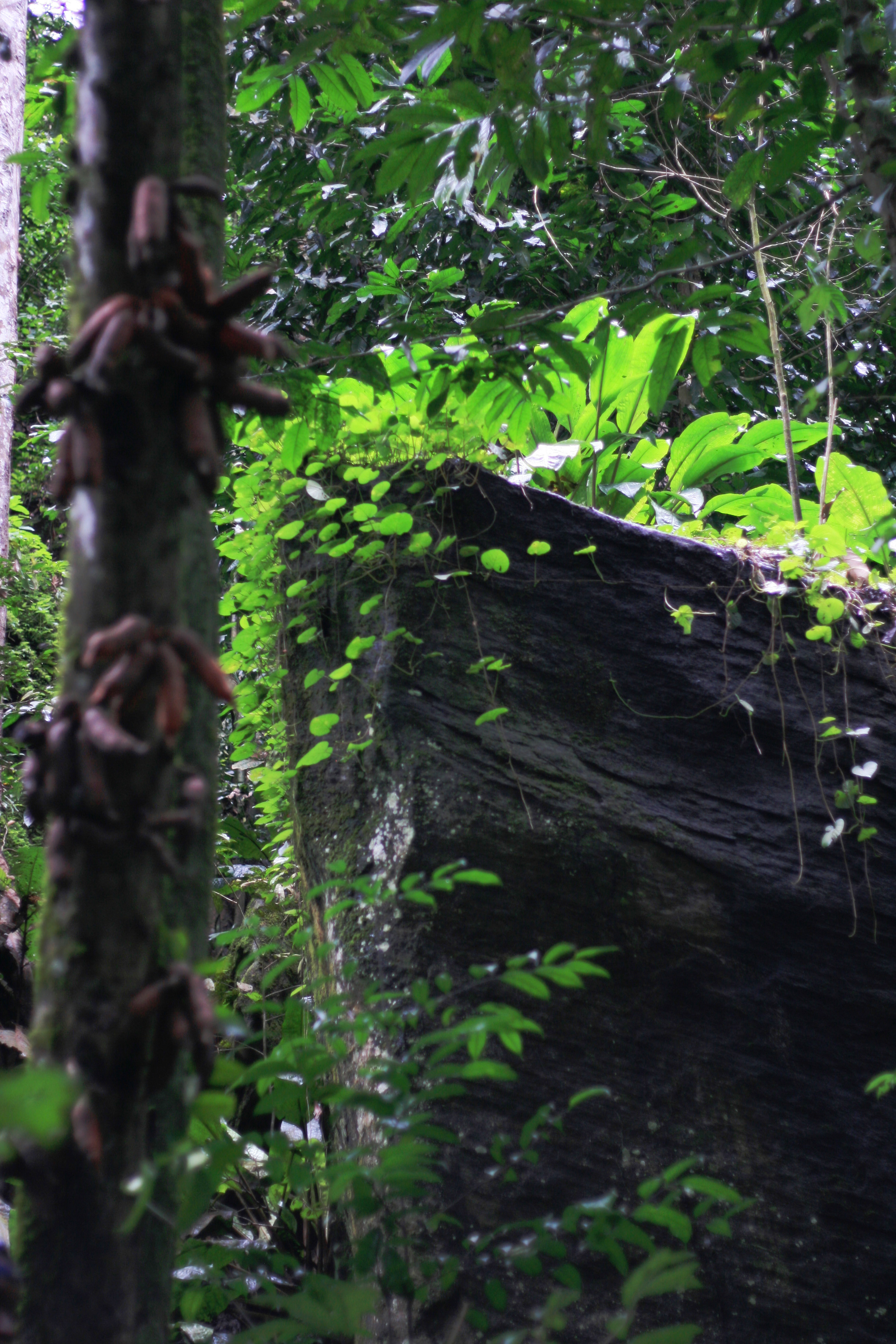
Formación rocosa

En Tayap abundan los lugares para practicar la espeleología. Sobre su colina de más de 544 metros de altitud existen grutas o peñascos que han sufrido deformaciones físicas y forman una sucesión de capas desplazadas. En una de las grutas hay nidos de picatarte calvo, un ave amenazada de extinción. Uno de los peñascos, de forma triangular, constituye un auténtico abrigo a una altura de más de 100 metros y sirvió de refugio a los nacionalistas cameruneses durante la lucha por la independencia del Camerún.

### Medio ambiente
La localidad de Tayap está situada en la zona noroccidental de la selva de la Cuenca del Congo. La vegetación es principalmente forestal. Coexisten dos tipos de bosque: el primario, que se encuentra en la cima de las colinas, y el secundario, que es producto de la destrucción de los bosques primarios con fines agrícolas o de explotación forestal. La selva de la Cuenca del Congo sufre daños causados por la deforestación en zonas muy concretas. Esta deforestación se explica, en primer lugar, por el importante desarrollo de la explotación forestal, alternativa económica utilizada por el Camerún para paliar el descenso del precio del cacao y del café, sus principales recursos en 1990, pero se explica también por los cultivos de roza y quema, una práctica habitual en las zonas forestales intertropicales. La tasa anual de deforestación en el Camerún varía entre un 0,5% y un 1,2% anual. En términos absolutos, las estimaciones de la deforestación anual varían entre 80.000 y 200.000 hectáreas1. Actualmente, Tayap todavía cuenta con 1.400 ha de bosque hasta los 1.200 metros de altitud –el 30 % aproximadamente de su superficie–, sobre todo en la cima de las colinas.

## Historia
Al finalizar la Segunda Guerra Mundial, el Camerún queda bajo la tutela de Francia e Inglaterra y obtiene, al igual que el Togo, el estatuto de territorio asociado a la Unión Francesa. A partir de las décadas de 1940 y 1950, la Unión Popular del Camerún (UPC), movimiento de liberación nacional liderado por Ruben Um Nyobé, desempeña un papel central en el proceso que desemboca en la independencia del país. En 1955, tras una serie de episodios de violencia que provocan la muerte de numerosos cameruneses, la UPC es disuelta y sus dirigentes pasan a la resistencia. El territorio de Tayap forma parte de los bastiones de la resistencia nacionalista en el territorio de los Bassa, liderada por Ruben Um Nyobé. Según Achille Mbembe, historiador del poscolonialismo, 15 de los habitantes de la localidad de Omog se unieron a la resistencia en la selva.

## Administración y política
Tayap es una zona tribal de tercer nivel. En el Camerún, las zonas tribales tradicionales constituyen un escalón dentro de la organización administrativa. Antes de la colonización, las zonas tribales eran microestados y podían pertenecer al primero, al segundo o al tercer nivel según su importancia territorial o histórica. El último jefe de la localidad, Yogo Germain François, falleció el 17 de junio de 2008 y desde entonces en el pueblo no ha habido otro. La administración camerunesa debe organizar una elección transparente para dotar al pueblo de un jefe elegido democráticamente. La Asociación de ciudadanos de Omog y Tayap (AROTAD) se encarga del funcionamiento, la gestión y el desarrollo de la localidad.
En la localidad coexisten dos partidos: la Unión Popular del Camerún (UPC) y la Agrupación Democrática del Pueblo del Camerún (RDPC). En las últimas elecciones combinadas legislativas y municipales, que se celebraron en el país el 30 de septiembre de 2013, la UPC obtuvo el 32% de los votos frente al 68% obtenido por la RDPC.

## Población y sociedad

### Demografía

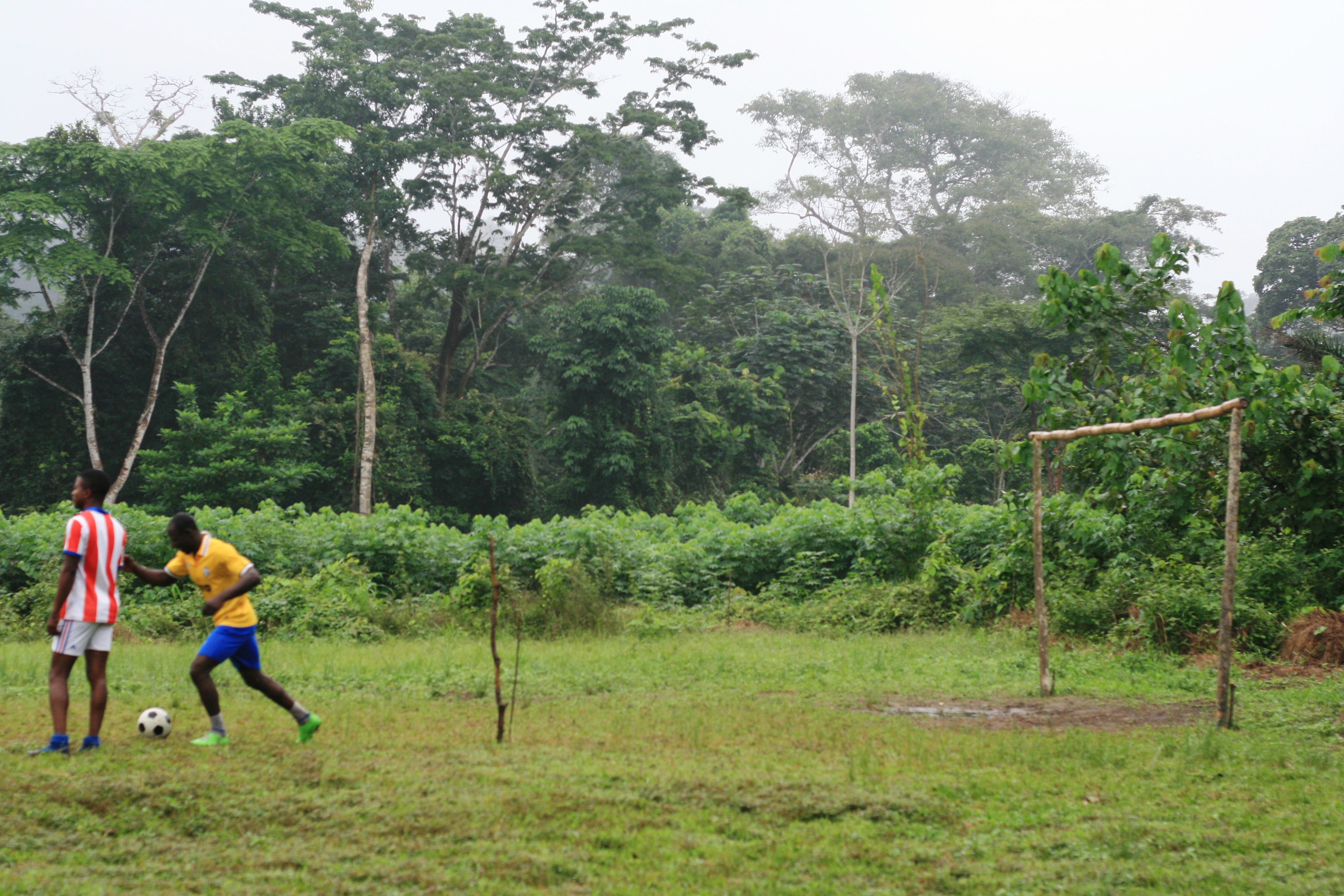
Campo de fútbol

Tayap cuenta con 254 habitantes (57 unidades familiares), compuestas por 132 hombres (52%) y 122 mujeres (48%), de acuerdo con el último censo de 2010. La población de Tayap representa el 2,5% de la población de la comuna de Ngog Mapubi. La población es mayoritariamente joven y está constituida esencialmente por Bassas, a los que se suma una minoría (8%) constituida por una veintena de otras etnias del Camerún (Bamenda, Bamileke, Hausa y Béti). Está repartida a lo largo de caminos y pistas en una multitud de aldeas que distan las unas de las otras entre 0,5 y 2 km. El centro de Tayap y Libolo constituyen los dos reagrupamientos principales. El conjunto de la localidad cuenta con unas 60 casas.

### Salud
Tayap no cuenta con ningún centro de salud. El más cercano se encuentra en Boumnyebel, a 12 km de Tayap. El hospital más próximo se encuentra en Yaundé (a 86 km de Tayap).

### Otros servicios sociales básicos
Tayap tiene acceso al agua potable a través de tres pozos o perforaciones comunicados por una bomba hidráulica manual con una palanca. El agua es transportada en cubos o barriles hasta los sitios en los que se va utilizar. Tayap no dispone de electricidad a pesar de que hay una línea de alta tensión que pasa por la localidad de Omog. La ausencia de electricidad constituye un obstáculo importante para el desarrollo de Tayap. Los débiles vientos no le permiten aprovechar la energía eólica. Por otra parte, no hay ríos con potencial hidroeléctrico cerca del pueblo (excepto a unos 8 km, pero a este recurso solo se puede acceder por un sendero).

## Educación

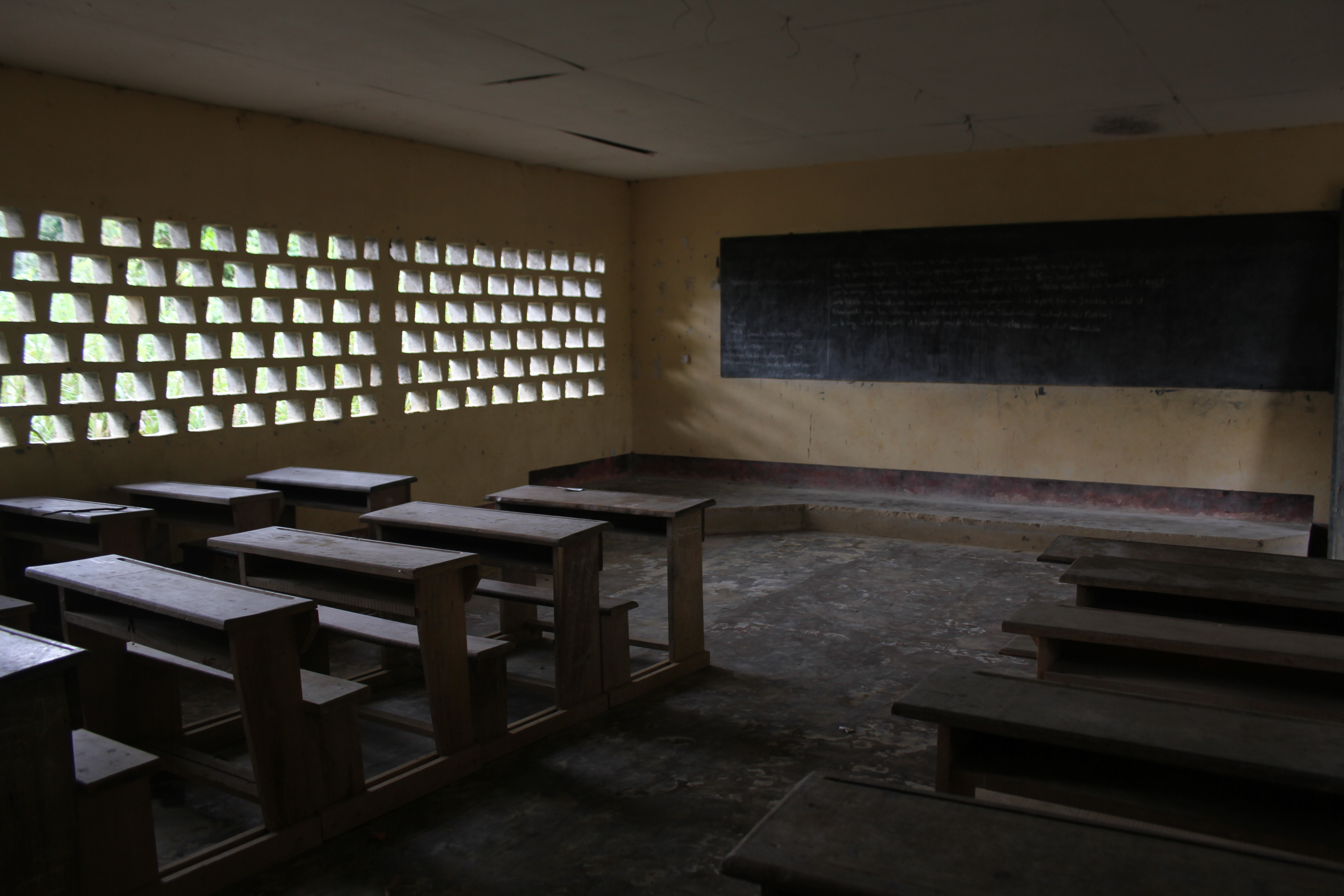
Aula

Desde 2003, Tayap cuenta con una escuela primaria que fue construida por las poblaciones locales. Esta escuela albergó a 34 alumnos a partir de los 6 años durante su primer año de funcionamiento, y a 75 desde 2010. La escuela está situada a mitad de camino (alrededor de 1,5 km) entre las aldeas de Libolo y Tayap. En abril de 2006, el gobierno camerunés acordó la creación de dos aulas suplementarias, por lo que la escuela pública de Tayap pasó a contar con cuatro aulas. Cada clase agrupa dos niveles con el fin de asegurar los seis niveles de la escuela primaria. Después del ciclo primario, los alumnos del pueblo continúan su formación en los colegios de educación secundaria  (CES) de Lamal-Pougoue o de Mamb.

## Religión
La población de Tayap es cristiana en su mayoría, de confesión católica y protestante. En la localidad existen dos lugares de culto: la iglesia presbiteriana camerunesa y la iglesia católica.

## Cultura
La población de Tayap está vinculada a cuatro elementos de su cultura:
- La alimentación con el famoso plato bongo'o tchobi, un plato de pescado que se acompaña de macabo, plátano, mandioca o raíces de mandioca, y el desayuno local a base de pastel de mandioca, llamado mintoumba, y el tradicional vino de palma.

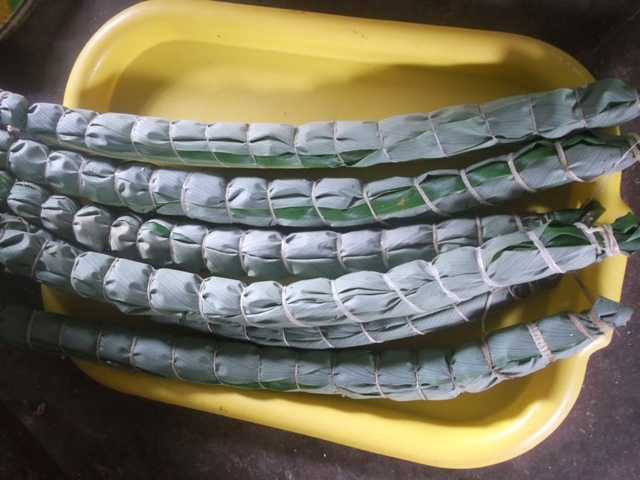
Raíces de mandioca
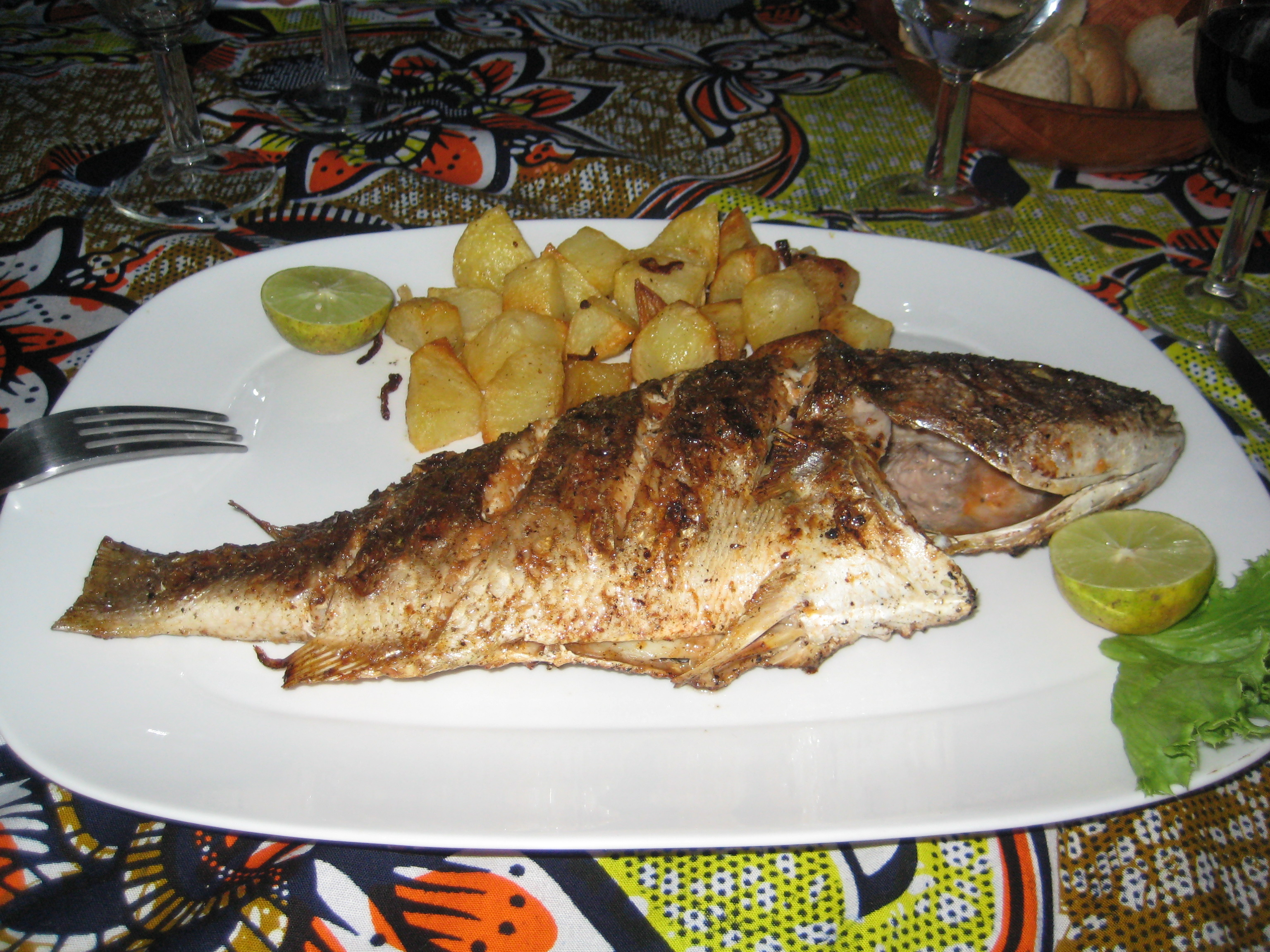
Pescado a la brasa
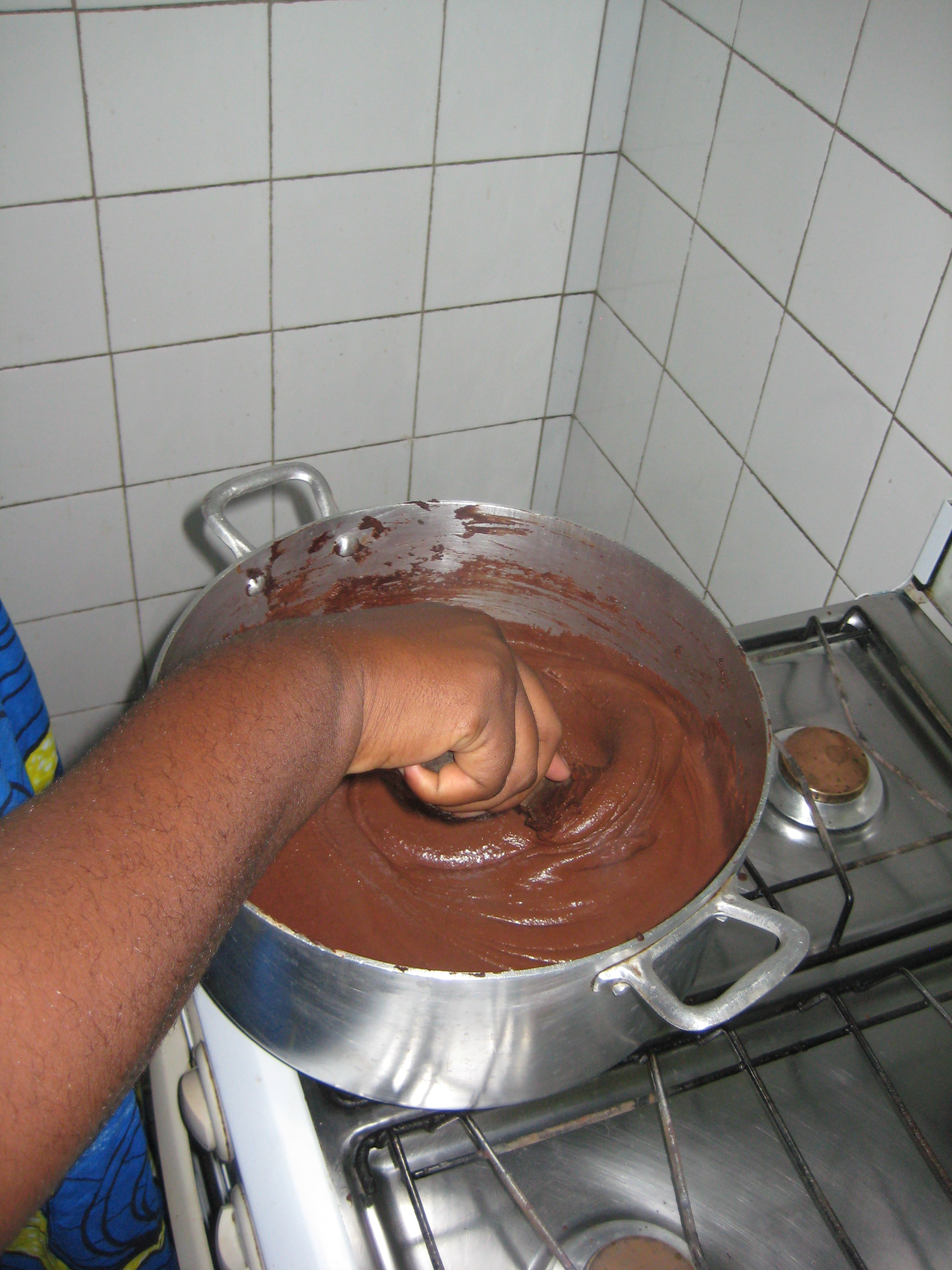
Chocolate
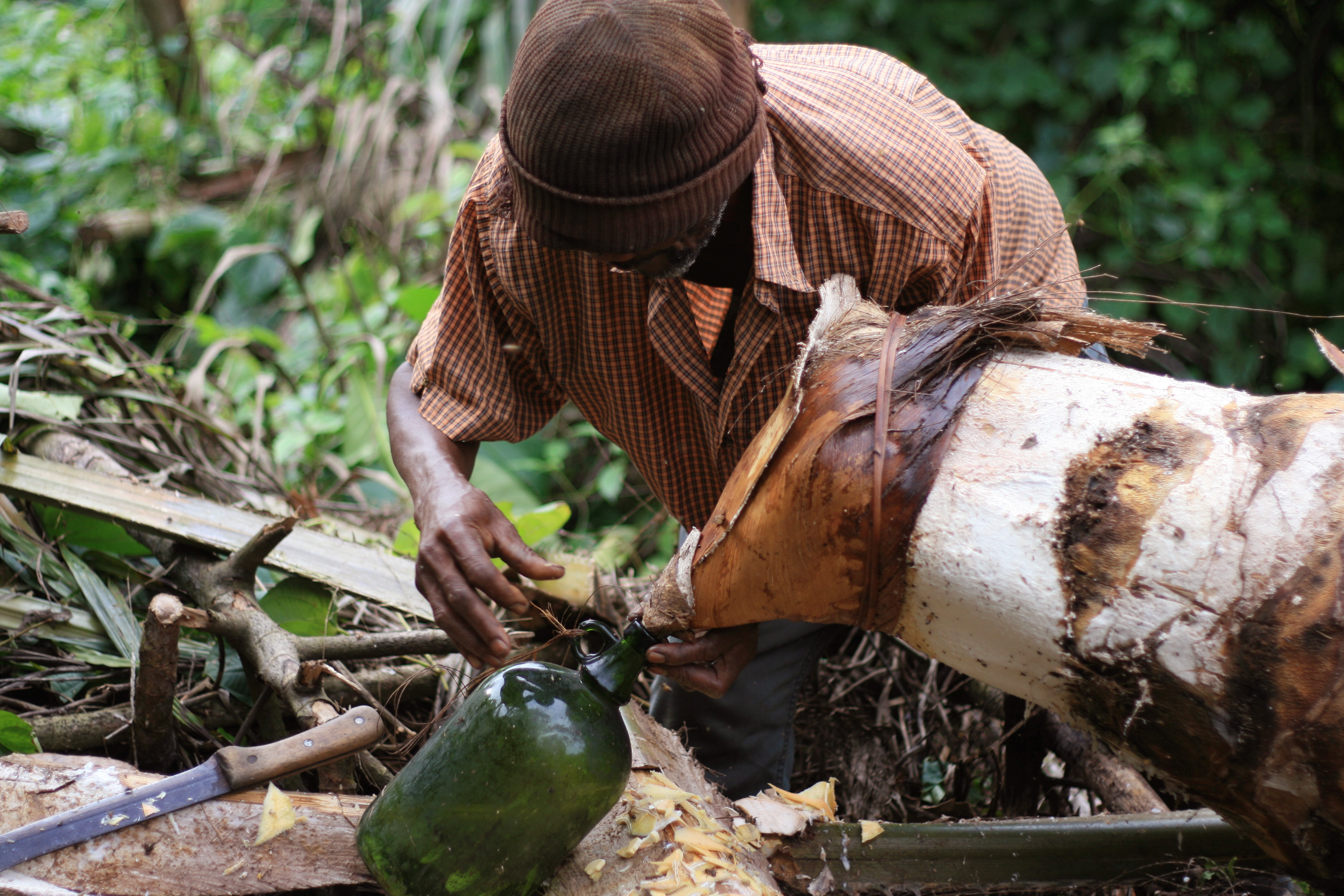
Vino de palma

- Los ritmos de la región con los cantos de Ngola y la danza Assiko
- El matrimonio cultural en tres etapas: Li bat Ngond, que quiere decir en lengua basaa « petición de matrimonio » ; li ti pôs, que quiere decir « dar la botella » en relación con los esponsales y bijeck bi lon, que quiere decir « alimentación de la familia » en relación con el matrimonio consuetudinario
- La fitoterapia que revaloriza las plantas de la zona

## Economía
En 2013, la población activa alcanzó las 179 personas. La mayoría de la población de la localidad vive de la agricultura.

### Agricultura
La agricultura es la fuente principal de ingresos de los habitantes de Tayap. Asimismo, se comercia con productos forestales no maderables. La actividad económica se concentra en la agricultura, con cultivos comerciales (cacao y palma aceitera), cultivos alimentarios (plataneros, mandioca, macabo, taro, cacahuetes, banana dulce, etc.), frutas (safou, mango, limón, naranja, pomelo, papaya y nuez de cola) y productos de la huerta (pimientos, legumbres). El comercio de estos productos agrícolas se practica tanto en Boumnyebel como en Yaundé.

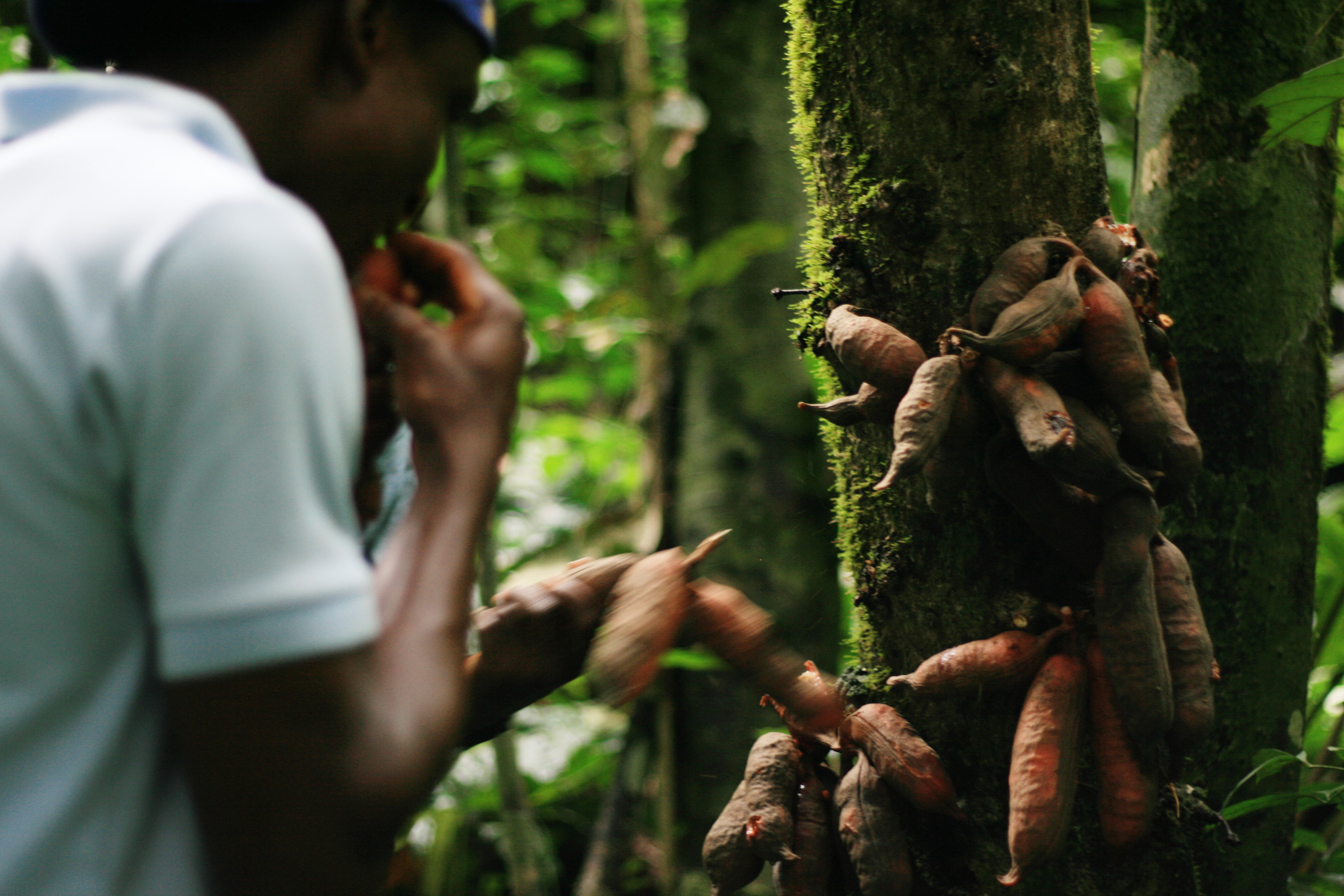
Productos forestales no maderables
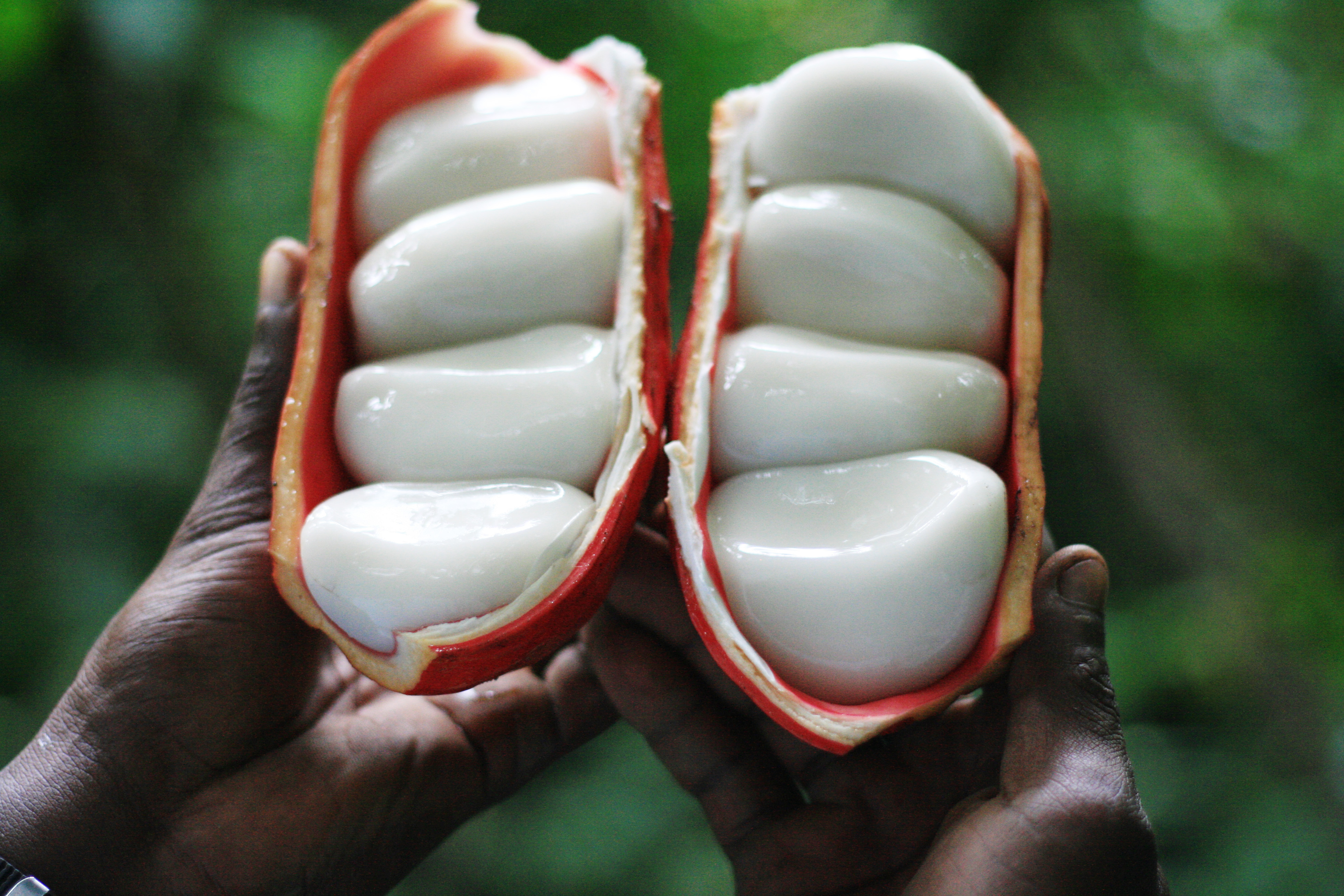
Cola bush
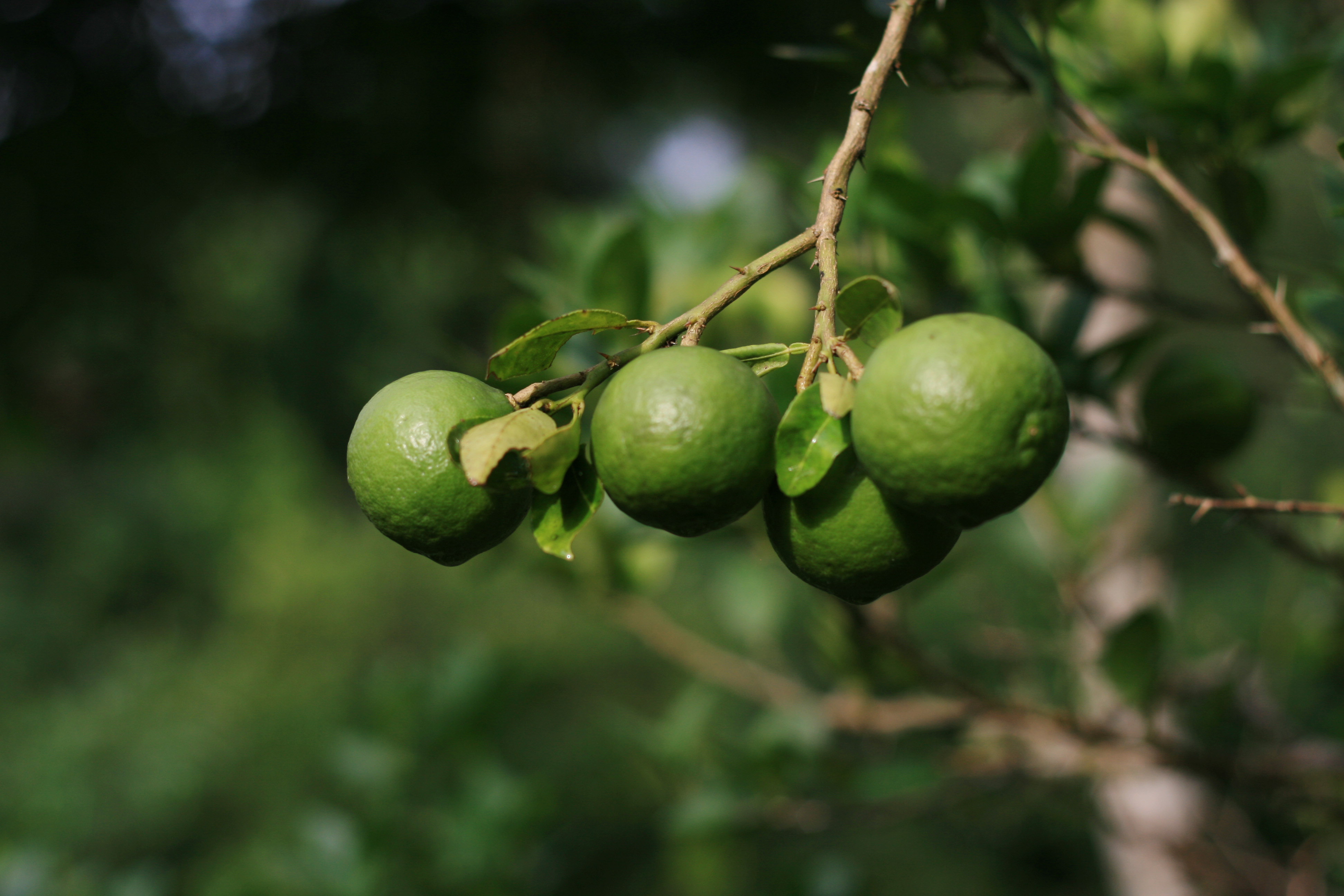
Naranjas
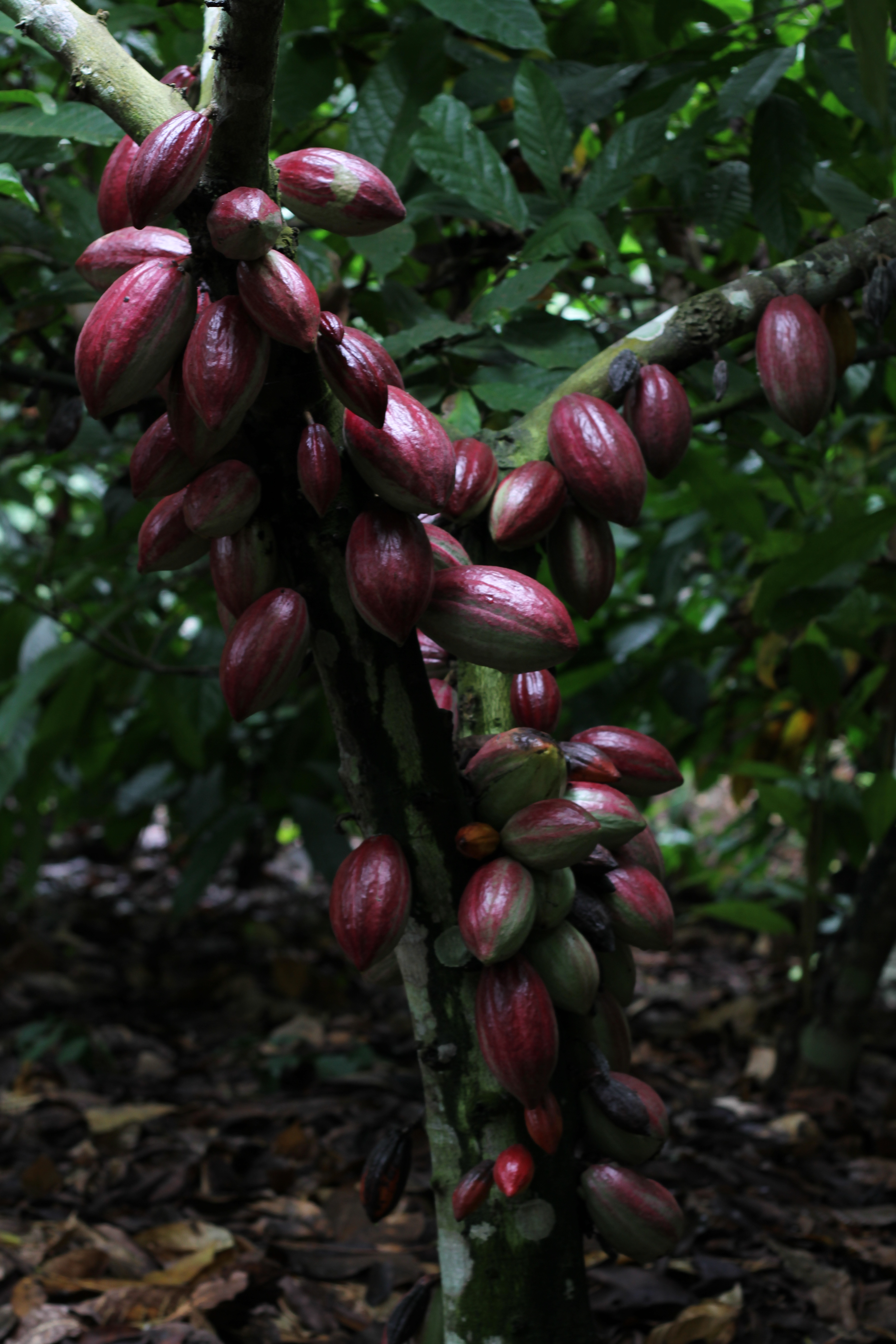
Cacao
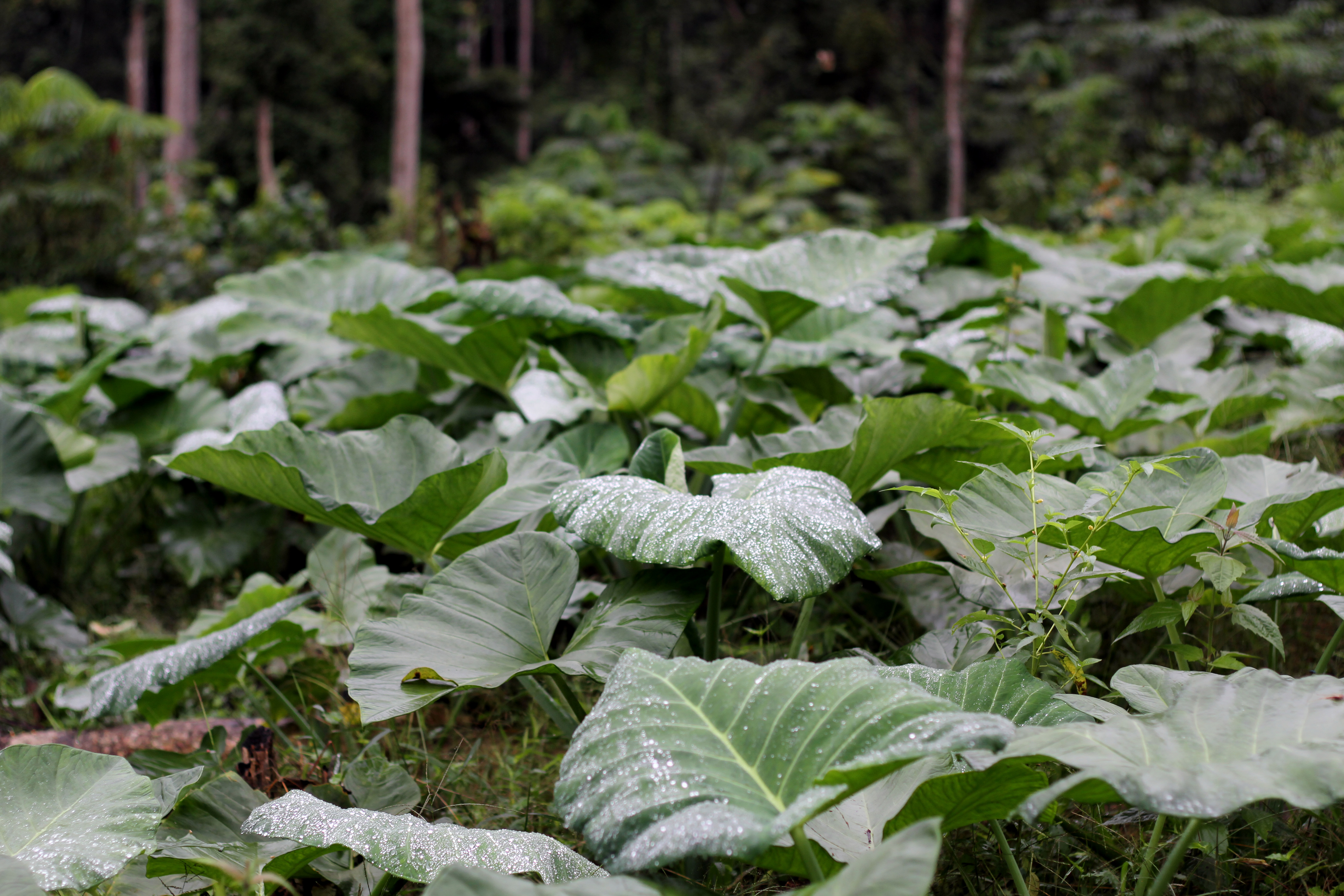
Cultivo de macabo

### Otras actividades

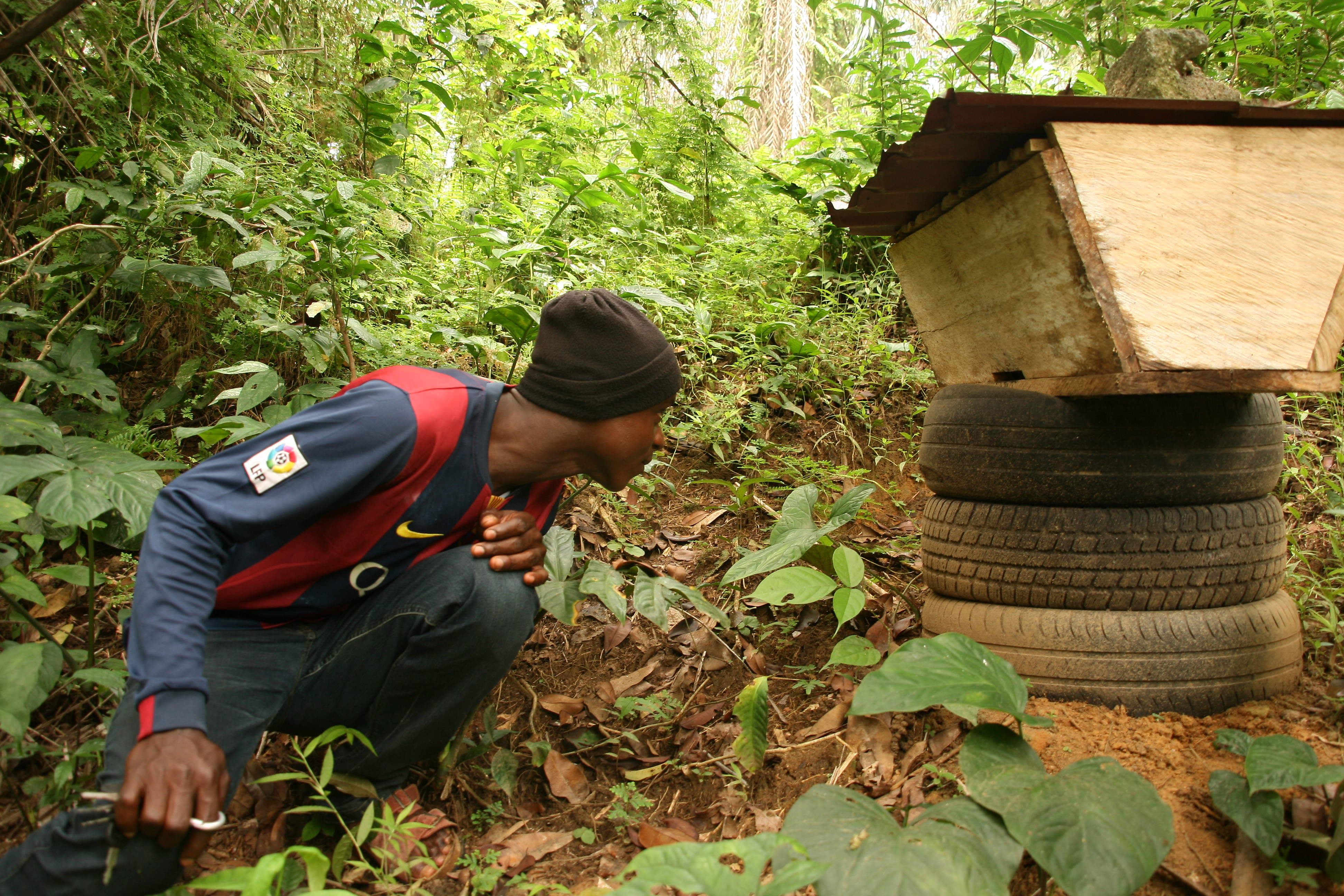
Apicultura

Las poblaciones de Tayap practican también la cría de animales de granja, la pesca y la caza. Tayap dispone de seis unidades de prensado de aceite de palma y de una microfinanciera solidaria. Con la construcción de dos ecoalbergues y la revalorización de las casas de huéspedes ya existentes, Tayap está implantando una oferta de ecoturismo como una actividad complementaria de generación de ingresos en la localidad. Asimismo, la explotación forestal ilegal forma parte de los medios de subsistencia de algunos habitantes del pueblo.

### Iniciativas locales de desarrollo

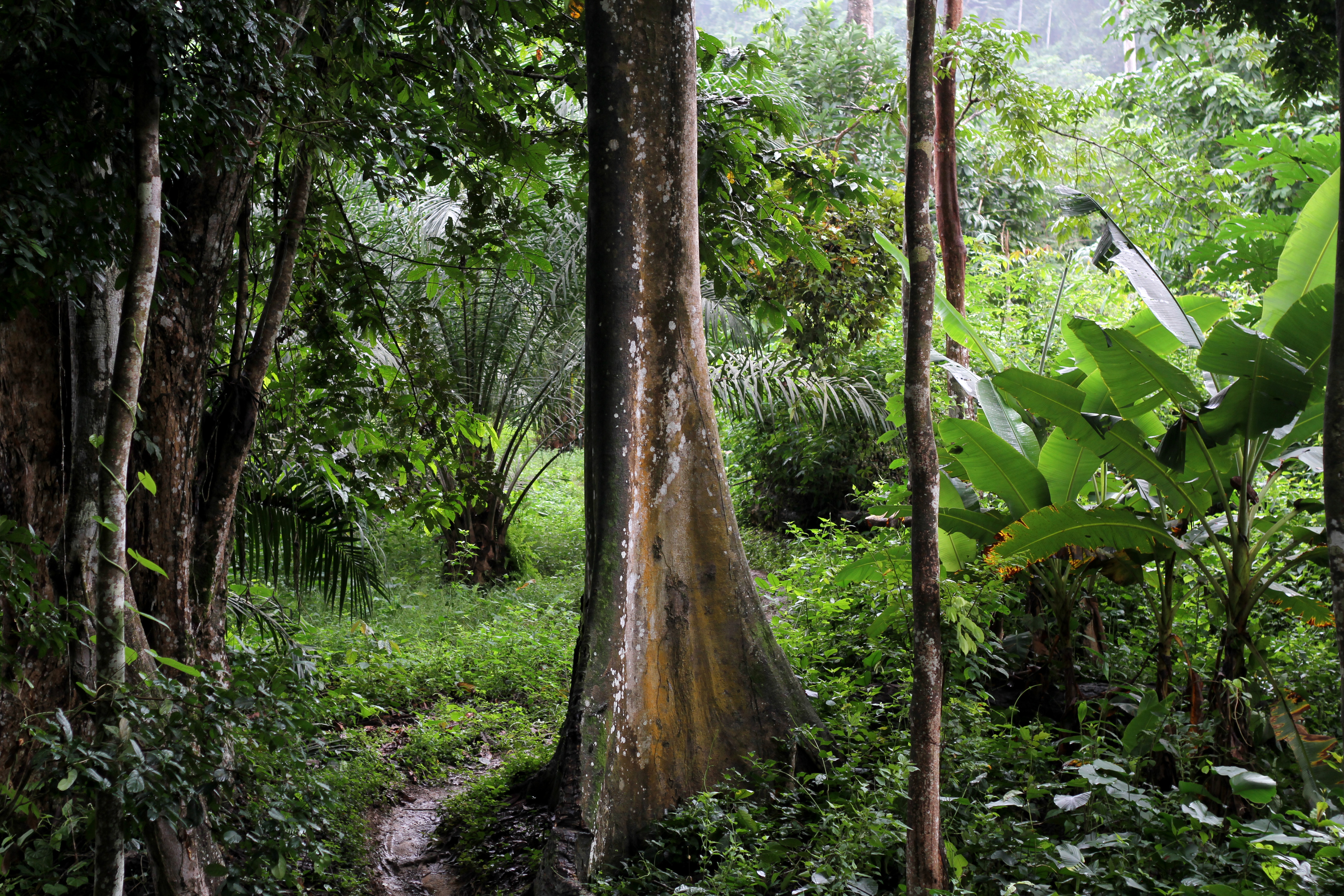
Agrobosque

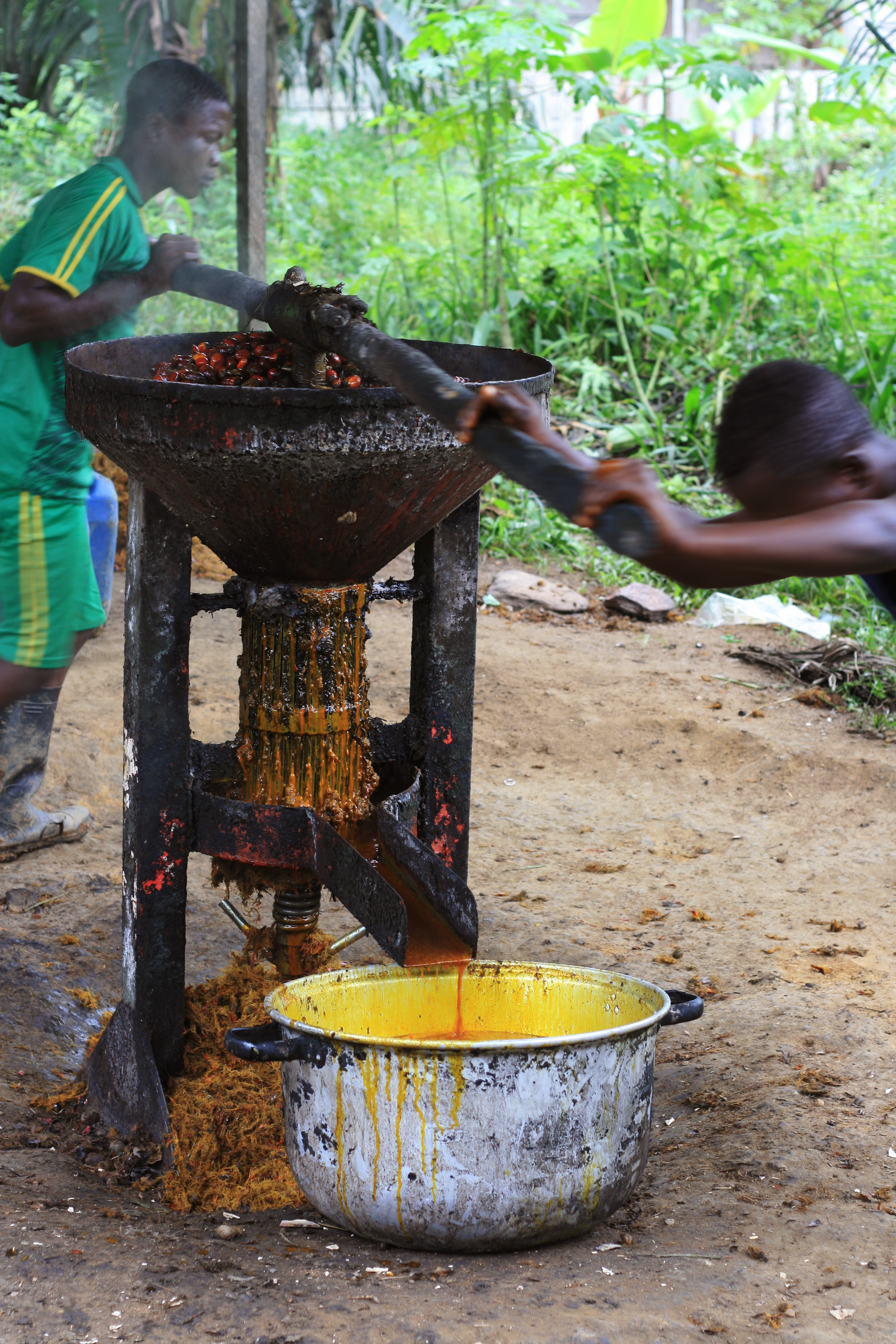
Extracción de aceite de palma

Desde 2011, Tayap es el escenario de un programa experimental de desarrollo de agroecología y de ecoturismo que tiene como objetivo luchar contra la deforestación, proteger la biodiversidad de las tierras comunales y desarrollar actividades que generen ingresos para sus habitantes. Este programa, llamado "Les Vergers Ecologiques de Tayap" (Los huertos ecológicos en Tayap), recibió en 2011 el premio SEED, otorgado por la iniciativa SEED (Supporting Entrepeneurs for Environment and Development), asociación mundial a favor del desarrollo sostenible, creada en 2002 por el PNUMA, el PNUD y la UICN en la cumbre mundial sobre el desarrollo sostenible celebrada en Johannesburgo.
Entre 2014 y 2015, el programa ha permitido restaurar 110 hectáreas de bosque, organizar 3 clases verdes para los niños de la localidad, y crear empleos verdes para los jóvenes. Dos ecoalbergues permiten alojar a los turistas con el fin de desarrollar la oferta ecoturística como recurso alternativo de ingresos para los habitantes. La comunidad, con el apoyo del Fondo Mundial para el Medio Ambiente (FMAM) del PNUD, ha puesto en marcha un fondo de rotación de 1.000.000 francos CFA con el fin de otorgar microcréditos a mujeres para financiar así las iniciativas empresariales. Asimismo, en el marco del programa se ha creado una serie de cómics que presentan las aventuras del desarrollo en Tayap y la problemática de los pueblos africanos frente a la deforestación y la práctica de la cultura de roza y quema.
En 2015, la AFD (Agencia Francesa de Desarrollo) y el CIRAD (Centro de investigación agrícola para el desarrollo internacional) han otorgado el premio "Challenge Climat Agriculture et Fôrets", Atenuación del cambio climático en la agricultura y ganadería, a los huertos ecológicos de Tayap. En 2016, se concedió al proyecto el premio "ISTF Innovation Prize" de la Universidad de Yale.

## Transportes
Tayap está situada aproximadamente a una hora de Yaundé y a dos horas de Douala pasando por la carretera nacional que las une. El trazado de red ferroviaria Douala-Yaundé no pasa por la localidad de Tayap.